# Albrecht Hennings
Albrecht Fritz Karl Gerhard Hennings (* 20. April 1920 in Rostock-Warnemünde) war ein deutscher Filmarchitekt der Adenauer-Ära.

## Leben
Hennings hatte zu Beginn des Zweiten Weltkriegs seine berufliche Ausbildung an der Technischen Fakultät der Universität Rostock erhalten, bevor er zum Kriegsdienst eingezogen wurde. Nach Kriegsende begann er seine Berufslaufbahn in einem Hamburger Architekturbüro, ehe er 1949 als Assistent des Szenenbildners Herbert Kirchhoff zum Film stieß. 
1953 wurde Hennings, an der Seite des Kollegen Rolf Zehetbauer, Chefarchitekt. Bis 1955 bildete Hennings mit Zehetbauer ein festes Gespann, danach arbeitete er auch mit anderen Kollegen zusammen. Zu seinen bekanntesten Arbeiten zählen die gutbürgerlichen Dekors der hochwertigen Unterhaltungsfilme Canaris, Hotel Adlon und Das Wunder des Malachias. Zum Jahresbeginn 1961 gehörte er zum deutschen Team, das für einige Filmdekorationen der Hollywood-Großproduktion Urteil von Nürnberg verantwortlich zeichnete.
Nach 1963 war Hennings bis zu seiner Pensionierung beim Fernsehen, als stellvertretender Ausstattungschef des Hessischen Rundfunks, tätig. Für diesen Sender entwarf er sowohl die Kulissen zu Unterhaltungsshows (Einer wird gewinnen, Zum Blauen Bock) als auch für Fernsehspiele (zum Beispiel die Mehrteiler Parkstraße 13, 1960, und Der Winter, der ein Sommer war, 1976).

## Filmografie (Auswahl)
- 1953: Damenwahl
- 1953: Liebeserwachen
- 1953: Bezauberndes Fräulein
- 1953: Bei Dir war es immer so schön
- 1954: Canaris
- 1954: Die Mücke
- 1955: Hotel Adlon
- 1955: Alibi
- 1956: Ich und meine Schwiegersöhne
- 1956: Mädchen mit schwachem Gedächtnis
- 1956: … wie einst Lili Marleen
- 1956: Du bist Musik
- 1957: Einmal eine große Dame sein
- 1957: Zeit zu leben und Zeit zu sterben
- 1958: Der Mann im Strom
- 1958: Handlanger des Teufels (Mark of the Phoenix)
- 1959: Marili
- 1961: Das Wunder des Malachias
- 1961: Zu jung für die Liebe?
- 1961: Die seltsame Gräfin
- 1961: Zwei unter Millionen
- 1961: Eheinstitut Aurora
- 1963: Scotland Yard jagt Dr. Mabuse
- 1963: Verspätung in Marienborn